# Pyresa
Pyresa —abreviatura de Periódicos y Revistas Españolas. Servicio de Agencia— va ser una agència d'informació espanyola.

## Història
Va ser creada el 1945, com una agència d'informació de la cadena de Prensa del Movimiento. Des de la seva creació, l'agència distribuïa els seus serveis als més de 40 diaris de la Premsa del Moviminto, així com altres mitjans ideològicament adscrits al franquisme. L'agència va comptar amb la seva pròpia redacció, amb una extensa xarxa de corresponsals nacionals i internacionals, i amb un «gabinet» que elaborava la línia editorial de tot el que es publicava i seleccionava als que serien articulistes d'aquesta. Durant gairebé 40 anys Pyresa i l'Agencia EFE van ser les dues agències d'informació amb les quals va comptar l'estat. Després del final de la Dictadura franquista i la dissolució de la Premsa del «Movimiento», Pyresa va passar a integrar-se en l'estructura de l'organisme Medios de Comunicación Social del Estado (MCSE).
L'agència va ser clausurada al juny de 1979 per raons econòmiques.